# Marius Mouandilmadji
Marius Mouandilmadji, noto come Marius (Doba, 22 gennaio 1998), è un calciatore ciadiano, attaccante del Samsunspor.

## Carriera

### Club
Inizia a giocare in patria, dove esordisce a livello professionistico nel 2017 con il Gazelle. Nel 2018 si trasferisce in Camerun, dove per sette mesi veste la maglia del Cotonsport Garoua e segna 18 gol in 24 presenze in massima serie. Il 17 luglio 2018 è prelevato dal Porto, con cui firma un contratto quadriennale. Inizialmente destinato alla squadra riserve per fare esperienza, è poi integrato in prima squadra nel precampionato per decisione dell'allenatore Sérgio Conceição.

### Nazionale
Tra il 2019 ed il 2024 ha totalizzato complessivamente 11 presenze 3 reti con la nazionale del Ciad.

## Palmarès

### Club

#### Competizioni nazionali
- Campionato camerunese: 1

Cotonsport Garoua: 2018